# Földesi Margit
Földesi Margit (Budapest, 1961. október 14. – Budapest, 2016. január 17.) magyar történész, újságíró, egyetemi oktató.

## Életpályája
Először az Apáczai Csere János gyakorló iskolába, majd a Trefort utcába járt latin tagozatra. 1986-ban történészi és muzeológusi diplomát szerzett az Eötvös Loránd Tudományegyetemen, majd ugyanott 1989-ben elvégezte a politológai szakot. Szintén az ELTE-n doktorált 1989-ben, majd habilitált 2004-ben. Az egyetemi évei alatt ismerkedett meg Szerencsés Károllyal, akihez 1983 nyarán ment feleségül. 
A Budapesti Műszaki Egyetem Szociológiai és Társadalomtörténeti tanszékének adjunktusa volt, majd 1998-tól a Pázmány Péter Katolikus Egyetem Történettudományi Intézetének docense. 2013-tól a Károli Gáspár Református Egyetem habilitált docense volt. 
Főszerkesztője volt a Magyarország című hetilapnak 1997 és 1998 között, a Ring Magazinnak pedig 2006-tól.
Nemcsak Magyarországon kutatott és élt, hanem Londonban, Rómában, az USA különböző városaiban és Moszkvában is.
Szilárd értékrendjéhez, mely a hit, a nemzet és a jövő gyermekei, szilárdan tartotta magát.
Hosszú betegség után, 54 éves korában hunyt el.

## Munkássága
Fő kutatási témája a 20. századi magyar és egyetemes történelem, azon belül Magyarország 1945 és 1949 közötti története volt. Tudományos művei mellett számos jelentős ismeretterjesztő munkát jelentetett meg, és televíziós műsorok szerkesztője és műsorvezetője volt. Műsorai az Echo TV-n a televízió legnézettebb műsorai közé tartoznak. Dokumentumfilmeket is készített Mihályfy Sándorral.
Főbb művei: 
- A felszabadulás utáni történetünkről 1-2.; összeáll. Földesi Margit, Rainer M. János, szerk. Balogh Sándor; Kossuth, Bp., 1987 (Vélemények, viták)
- A Szövetséges Ellenőrző Bizottság Magyarországon. Visszaemlékezések, diplomáciai jelentések tükrében, 1945-1947; Ikva, Bp., 1995
- The Allied Controll Comission and Hungarian sovereignity, Budapest, CEU Support Scheme, 1997.
- A magyar jóvátétel és ami mögötte van... Válogatott dokumentumok, 1945-1949; vál., bev., jegyz. Balogh Sándor, Földesi Margit; Napvilág, Bp., 1998
- Földesi Margit–Szerencsés Károly: A rebellis tartomány. Magyarország története, 1945-1998; Magyar Könyvklub–Officina Nova–Helikon, Bp., 1998 (Új képes történelem)
- Földesi Margit–Szerencsés Károly: Halványkék választás. Magyarország – 1947. Tanulmány és válogatott dokumentumok; előszó Gyurkovics Tibor; Kairosz, Szentendre, 2001
- A megszállók szabadsága; utószó Gyurkovics Tibor; Kairosz, Bp., 2002
- Földesi Margit–Szerencsés Károly: A megbélyegzés hatalma. Pfeiffer Zoltán, 1900-1981; Kairosz, Bp., 2003
- Földesi Margit–Stella Szonja: Egy másik vesztes, Olaszország, 1943-1947; Kairosz, Bp., 2006
- Földesi Margit–Szerencsés Károly: '56 kalendáriuma. A magyar forradalom és szabadságharc; Oktatáskutató és Fejlesztő Intézet, Bp., 2006
- Keresztény közéleti személyiségek a XX. században; szerk. Földesi Margit, Szerencsés Károly; Kairosz, Bp., 2011
- Földesi Margit–Szerencsés Károly: Egy nemzet kétségek között. Adalékok Magyarország XX. századi történetéhez; Kairosz, Bp., 2015